# J'accuse (película de 1919)
J'accuse, es una película muda francesa dirigida por Abel Gance estrenada el 25 de abril de 1919. El nombre de la cinta se basa en el título del famoso artículo J’accuse…! de Émile Zola escrito en defensa de Alfred Dreyfus. Esta película yuxtapone un drama romántico con el trasfondo de los horrores de la Primera Guerra Mundial. Gance usa esta cinta como una denuncia contra la guerra. Gance produjo una segunda versión sonora de esta cinta en 1938 anticipando una Segunda Guerra Mundial. La filmación de la película comenzó en 1918 y algunas escenas se filmaron en campos de batalla reales. La poderosa descripción de la película del sufrimiento en tiempos de guerra, y en particular su secuencia culminante del "regreso de los muertos", la convirtió en un éxito internacional y confirmó a Gance como uno de los directores más importantes del cine francés. 

## Argumento
En un pueblo provenzal del sur de Francia, los aldeanos dan la bienvenida a la declaración de guerra contra Alemania en 1914 y acuden en masa para alistarse. Entre ellos se encuentra François Laurin, un hombre de temperamento celoso y violento, que está casado con Édith, la hija de un veterano soldado María Lazare. François sospecha, correctamente, que Édith está teniendo un romance con el poeta Jean Diaz que vive en el pueblo con su madre, y envía a Édith a quedarse con sus padres en Lorena, donde posteriormente es capturada y violada por soldados alemanes. François y Jean se encuentran sirviendo en el mismo batallón en el frente, donde las tensiones iniciales entre ellos dan paso a una estrecha amistad que reconoce que ambos aman a Édith. En 1918, Jean es dado de alta por mala salud y regresa al pueblo, para encontrar a su madre moribunda. Édith regresa del cautiverio, ahora con una joven hija mitad alemana, Angèle. Su padre, María Lazare, se marcha inmediatamente para vengar la vergüenza del apellido. Cuando François llega a casa de permiso, Jean y Édith temen su reacción ante la hija ilegítima y tratan de ocultársela, lo que simplemente reaviva sus celosas sospechas de Jean, y los dos hombres pelean. Cuando se revela la verdad, François y Jean aceptan buscar su venganza en la batalla y ambos regresan al frente.
En una gran batalla, en la que una figura mítica de Le Gaulois lidera a las fuerzas francesas, François es herido y muere en el hospital de campaña. Jean, mientras tanto, está tan conmocionado que se vuelve loco. Regresa al pueblo y reúne a los habitantes para contarles de su visión en el campo de batalla: de las tumbas de los muertos, los soldados se levantan y se reúnen en una gran cohorte que marcha por la tierra, de regreso a sus hogares. Jean desafía a los aldeanos a decir si han sido dignos de los sacrificios de los hombres, y ven con horror cómo sus familiares y amigos muertos aparecen en el umbral. Los soldados vuelven a descansar y Jean vuelve a la casa de su madre. Allí encuentra un libro de sus propios poemas que rompe con disgusto, hasta que uno de ellos, su Oda al Sol, lo impulsa a denunciar al sol por su complicidad en los crímenes de guerra. Cuando la luz del sol se desvanece de la habitación, Jean muere.

## Reparto
- Séverin-Mars como François Laurin: hombre de temperamento celoso y violento, casado con Édith.
- Maryse Dauvray como Édith Laurin: esposa de François y amante de Jean.
- Romuald Joubé como Jean Diaz: poeta, vive con su madre y tiene un amorío con Édith.
- Maxime Desjardins como Maria Lazare: padre de Édith y suegro de François.
- Madame Mancini como Madre Diaz: madre de Jean.
- Angèle Guys como Angèle: hija bastarda de Édith.